# Cộng hòa Nhân dân Triều Tiên
Cộng hòa Nhân dân Triều Tiên là một chính phủ lâm thời ngắn của Triều Tiên, được tổ chức để nắm quyền kiểm soát của Triều Tiên ngay sau khi Nhật Bản đầu hàng của vào cuối chiến tranh thế giới thứ hai. Nó hoạt động như một chính phủ từ cuối tháng 8 đến đầu tháng 9 năm 1945 cho đến khi thành lập Chính quyền quân sự Hoa Kỳ tại Triều Tiên ở phía nam bán đảo Triều Tiên của Hoa Kỳ. Sau khi nó hoạt động không chính thức, và đối lập với Chính quyền Quân đội Hoa Kỳ, nó buộc phải giải thể vào tháng 1 năm 1946.

## Lịch sử

### Thành lập
Dưới sự chiếm đóng của Nhật Bản yêu cầu thành lập một chính phủ đảm bảo sự an toàn cho người và tài sản của họ sau khi chiếm đóng. Dưới thời Yeo Un-hyeong, Ủy ban mới được thành lập để chuẩn bị nền độc lập của Triều Tiên đã tổ chức các ủy ban nổi tiếng trên cả nước để phối hợp chuyển đổi sang quốc gia độc lập. Vào ngày 28 tháng 8, Ủy ban tuyên bố rằng họ sẽ hoạt động như một chính phủ quốc gia lâm thời của Triều Tiên:p.64. Vào ngày 12 tháng 9, các nhà hoạt động CPKI đã gặp nhau tại Seoul và thành lập Cộng hòa Nhân dân Triều Tiên.

### Hoạt động
Yeo Un-hyeong đã cố gắng tập hợp vào sự lãnh đạo của Cộng hòa tất cả những người có sức nặng chính trị ở Triều Tiên, bất kể vị trí chính trị của họ. Các nhà tổ chức của nước cộng hòa được đặc trưng bởi một lời mời đến các chức vụ của các bộ trưởng của người nước ngoài và trong số các tộc trưởng của cuộc đấu tranh giành độc lập. Một số nhân vật nổi tiếng của Hàn Quốc đã được ghi danh vào sự lãnh đạo của Cộng hòa mà không có sự đồng ý của riêng họ, và, theo một số thông tin, thậm chí không có cảnh báo về điều đó. Lee Sung Man được bầu làm Chủ tịch danh dự, Yeo Un-hyeong trở thành Phó chủ tịch và Ho Hong trở thành thủ tướng.
Cộng hòa Dân trí giả định thanh lý hệ thống pháp luật Nhật Bản, tịch thu đất đai của những kẻ phản bội Nhật Bản và quốc gia, quốc hữu hóa tài sản của họ và phân chia đất đai giữa nông dân, kiểm soát nhà nước tại các doanh nghiệp sản xuất các sản phẩm quan trọng (các tổ chức thương mại được coi là một loại bơ cho bánh mì), tự do ngôn luận và vân vân. Cho tất cả những kẻ phản bội nhưng đối với quốc gia, việc thành lập ngày làm việc tám tiếng đồng hồ và một mức lương tối thiểu, cấm lao động trẻ em, tiến hành một chính sách đối ngoại độc lập tất nhiên.

## Chấm dứt
Nhật Bản đã ngừng hỗ trợ các hoạt động của chính phủ Cộng hòa Nhân dân Triều Tiên sau khi họ nhận ra rằng không phải Liên Xô, mà là Quân đội Mỹ sẽ đến miền nam Triều Tiên; cuộc bầu cử tổng thống Lý Thừa Vãn đã gây ra sự mất lòng tin đối với đội hình mới về phía Liên Xô. Kết quả là, chính phủ Lý Thừa Vãn hầu như không có bất kỳ sự hỗ trợ nào.
Ở Bắc Triều Tiên, các ủy ban nhân dân đã được chính phủ Liên Xô công nhận (vì các chính trị gia cánh hữu không tham gia vào các hoạt động của họ, coi đó là bất hợp pháp), và trong tháng 8 tháng 12 năm 1945 đã được đưa vào các cấu trúc quyền lực được tạo ra. Ở miền Nam, Cộng hòa Nhân dân Triều Tiên thực sự tồn tại cho đến năm 1946, bởi vì ngay cả sau khi người Mỹ giải tán bộ máy trung tâm, Ủy ban Nhân dân vẫn tiếp tục thực thi quyền lực của mình cho đến khi đại diện của chính quyền Hoa Kỳ đưa họ đến một vùng xa xôi.